# Fond Bernier
Fond Bernier es una localidad de Santa Lucía que forma parte del distrito de Soufrière.